# Chính Gián
Chính Gián là một phường thuộc quận Thanh Khê, thành phố Đà Nẵng, Việt Nam.

## Địa lý
Phường Chính Gián có vị trí địa lý:
- Phía đông giáp quận Hải Châu
- Phía tây giáp phường Thanh Khê Đông
- Phía nam giáp phường Thạc Gián và quận Hải Châu
- Phía bắc giáp phường Xuân Hà.

Phường Chính Gián có diện tích 1,10 km², dân số năm 2023 là 41.230 người, mật độ dân số đạt 37.481 người/km².

## Lịch sử
Ngày 24 tháng 10 năm 2024, Ủy ban Thường vụ Quốc hội ban hành Nghị quyết số 1251/NQ-UBTVQH15 về việc sắp xếp đơn vị hành chính cấp huyện, cấp xã của thành phố Đà Nẵng giai đoạn 2023 – 2025 (nghị quyết có hiệu lực từ ngày 1 tháng 1 năm 2025). Theo đó, sáp nhập toàn bộ 0,37 km² diện tích tự nhiên và quy mô dân số là 16.855 người của phường Tân Chính vào phường Chính Gián.
Phường Chính Gián có 1,10 km² diện tích tự nhiên và quy mô dân số là 41.230 người.